# Gilles De Bilde
Gilles De Bilde (Asse, 1971. június 9. –) flamand labdarúgócsatár.
1997-ben holland bajnoki címet nyert. A belga válogatott tagjaként részt vett a 2000-es labdarúgó-Európa-bajnokságon.